# غول علي (نهم)

تعديل مصدري - تعديل

غول علي هي إحدى قرى عزلة الحنشات بمديرية نهم التابعة لمحافظة صنعاء، بلغ تعداد سكانها 147 نسمة حسب تعداد اليمن لعام 2004.